# 20012 Ranke
20012 Ranke (1991 RV4) là một tiểu hành tinh vành đai chính được phát hiện ngày 13 tháng 9 năm 1991 bởi F. Borngen và L. D. Schmadel ở Tautenburg.